# Pseudotropheus joanjohnsonae
Espèce
Statut de conservation UICN

 VU D2 : Vulnérable
Pseudotropheus joanjohnsonae est une espèce de poissons de la famille des cichlidae et de l'ordre des Cichliformes. Cette espèce originaire et endémique du lac Malawi en Afrique, comme toutes les espèces de ce genre. P. joanjohnsonae se rencontre à "Likoma Island" et semble avoir été introduit à "Thumbi West Island". Cette espèce a longtemps été connu sous le nom de genre Melanochromis (Melanochromis joanjohnsonae).